# Correo del Orinoco (2009)
El Correo del Orinoco es un periódico venezolano estatal de circulación diaria lanzado el 30 de agosto de 2009. Se llama así en honor al periódico del mismo nombre creado por Simón Bolívar en 1818. Tiene una edición de 50 mil ejemplares. Forma parte del Sistema Bolivariano de Comunicación e Información. Contó desde 2010 con una edición en inglés (Correo del Orinoco International) que estuvo a cargo de la abogada venezolana-estadounidense Eva Golinger.

## Historia
El proyecto de fundar este diario se anunció el 27 de junio de 2008 durante la entrega del Premio Nacional de Periodismo, con el objetivo de combatir lo que el oficialismo venezolano llama la «canalla mediática». En el editorial de la primera edición del Correo del Orinoco, Hugo Chávez afirmó que el Correo del Orinoco es «un periodismo de la verdad y para la verdad, que siempre es y será revolucionaria: eso es lo que se propone nuestro Correo del Orinoco, en estos momentos cuando nuevamente los intereses imperiales pretenden impedir la libertad y unidad de nuestros pueblos».
El 12 de enero de 2016, se anunció que Desirée Santos Amaral, exministra de Comunicación e Información, será la nueva directora del periódico, en sustitución de la periodista Vanessa Davies, quien había estado en el cargo desde su fundación.

## Premios
Premio Nacional del Periodismo 2013 en la mención Periodismo Informativo Impreso. 